# Akazukin Chacha
Akazukin Chacha (яп. 赤ずきんチャチャ Акадзукин Тятя, русс. «Красная шапочка Тятя») — сёдзё-манга Мин Аяханы. Она публиковалась в манга-журнале «Ribon» с 1991 по 2000 год, и составила 13 танкобонов.
«Akazukin Chacha» была адаптирована в аниме-сериал, 74 эпизода которого выходили в эфир телекомпании TV Tokyo с 7 января 1994 года по 30 июня 1995 года. Следом вышло и три OVA. В 1998 году Cartoon Network выпустил «Akazukin Chacha» с английским дубляжом.

## Сюжет
История о молодой девушке-волшебнице Тяте основана на сказке о Красной Шапочке. Тятя живёт в доме очень сильного мага — Сэрави, своего учителя и опекуна. Сэрави постоянно конкурирует с ведьмой Дороти, с которой у него был роман в молодости. Тятя поступает в магическую школу, где учится вместе с Волком — оборотнем по имени Рия, начинающим магом Синэ (учеником Дороти), Чёрной Шапочкой (Якко), русалкой Мариной и другими волшебными существами. Тятя ищет правду о своей семье и защищает королевство от врагов.

## Манга
«Akazukin Chacha» была написана и проиллюстрирована Мин Аяханой. Под эгидой издательства «Shueisha» и журнала манги «Ribon» вышло 13 танкобонов, включивших 94 главы. Серия была переиздана в 2006 году в девятитомном варианте с новыми обложками.
| №  | Дата публикации | ISBN               |
| -- | --------------- | ------------------ |
| 1  | февраль, 1993   | ISBN 4-08-853650-9 |
| 2  | октябрь, 1993   | ISBN 4-08-853694-0 |
| 3  | май, 1994       | ISBN 4-08-853732-7 |
| 4  | октябрь, 1994   | ISBN 4-08-853759-9 |
| 5  | март, 1995      | ISBN 4-08-853786-6 |
| 6  | август, 1996    | ISBN 4-08-853810-2 |
| 7  | март, 1996      | ISBN 4-08-853846-3 |
| 8  | январь, 1997    | ISBN 4-08-853897-8 |
| 9  | январь, 1998    | ISBN 4-08-856059-0 |
| 10 | декабрь, 1998   | ISBN 4-08-856115-5 |
| 11 | ноябрь, 1999    | ISBN 4-08-856174-0 |
| 12 | май, 2000       | ISBN 4-08-856205-4 |
| 13 | сентябрь, 2000  | ISBN 4-08-856226-7 |